# Zhuang Zhou
Zhuang Zhou (Zhuangzi, tradicionalno Chuang Tzu = "učitelj Zhuang"; Meng, pokrajina Henan, 369. pr. Kr. – ?, 286. pr. Kr.) bio je kineski taoistički filozof.
Zhuang Zhou se pripisuje zbirka tekstova Zhuangzi, jedno od tri temeljna djela taoizma. Sastoji se od 33 poglavlja (redigirana oko 300. pr. Kr.); Prvih sedam poglavlja drži se izvornim Zhuang Zhouovim naučavanjem, a ostatak je djelo njegovih učenika.
Zbirka ističe važnost nenamjerne djelatnosti i upućuje na relativnost svih suprotnosti, govori o istovjetnosti života i smrti. Naglašava vrijednost meditacije da bi se postiglo jedinstvo s taom. Uči da je najviše dobro koje čovjek može ostvariti sklad i sloboda u slijeđenju vlastite naravi.
Cjelokupnost postojanja objedinjuje sva bića i u trajnom je stanju promjene, koju ne treba slijediti niti joj se suprotstavljati. Svijet je u svojem prirodnom stanju miran i skladan, a do nereda dolazi zbog ljudskoga nasilja i manipulacije. Odraz nereda vidi se u konfucijevskom moraliziranju i u ratovima. Sloboda se može postići oslobađanjem od znanja i riječi. Tao se ne može razumjeti racionalno i intelektualno, neizreciv je i može ga se spoznati samo intuicijom.

## Vanjske poveznice
|  | Zajednički poslužitelj ima još gradiva o temi Zhuang Zhou |

- Dario Grgić, Thomas Merton: Put Chuang Tzua, www.mvinfo.hr
- Thomas Merton, Put - studija o Čuang Ceu  Arhivirana inačica izvorne stranice od 4. ožujka 2016. (Wayback Machine), odlomak iz knjige, www.knjizara.com
- Put - Čuang Ce  Arhivirana inačica izvorne stranice od 3. ožujka 2016. (Wayback Machine), www.babun.net